# Zvonimir Kulundžić
Zvonimir Kulundžić (Osijek, 16. siječnja 1911. – Zagreb, 27. prosinca 1994.), bio je hrvatski publicist, književnik, književni kritičar, bibliolog i povjesničar.

## Životopis
Zvonimir Kulundžić rodio se 1911. godine Osijeku u obitelji poštanskog činovnika i lokalnog političara, pravaša a kasnije zajedničara, Ferde Stražimira Kulundžića. Otac Zvonimira Kulundžića bio je i sam pisac pjesama, basni i mnogobrojnih političkih članaka i satira i iza sebe je ostavio osamdeset pjesama objavljujući ih u zadarskoj Hrvatskoj, karlovačkom Ljiljanu, zagrebačkom Trnu, zagrebačkoj Nadi, novosadskom Bršljanu, subotičkom Nevenu, slavonskobrodskoj Posavskoj Hrvatskoj i drugim tadašnjim časopisima i listovima. Sestra Zvonimira Kulundžića, Nada Kulundžić (udata Štark), bila je hrvatska komunistkinja i ubijena je u Logoru Stara Gradiška 1945. godine a kasnije je proglašena Narodnim herojem u bivšoj Jugoslaviji i po njoj je nazvana tvornica čokoladnih i slastičarskih proizvoda u Zemunu, Nada Štark (sadašnji Soko Štark).
Zvonimir Kulundžić djetinjstvo i mladost proveo je u Osijeku gdje je završio pučku školu i gimnaziju. U rodnom gradu počeo je pisati još kao srednjoškolac, početkom 1930-ih. Za svoje dramske tekstove dobio je dobre kritike okarakterizirane kao djela "snažne bezobzirnosti u otkrivanju negativnih društvenih relacija". Novinarstvom se počeo baviti 1933. godine i tijekom godina surađivao je u mnogim listovima i časopisima kao što su Hrvatsko pravo, Danica, Dom i škola, Studentske novine. Godine 1934. zaposlio se kao korektor i administrator tvorničkog lista Borovo u tvornici obuće "Bata" i tu je radio do sredine 1935. godine kada je morao napustiti taj posao.
Godine 1936. pokrenuo je vlastiti tjedni list Hrvatski narodni glas koji je izašao u samo četiri broja, ne mogavši bez ičije potpore opstati. Od 1937. do 1941. godine službovao je u Ministarstvu pošta i u državnoj tiskari u Beogradu. Godine 1944. priključio se partizanima, u Drugu proletersku diviziju, a potom je od 1945. godine u Beogradu radio u Centralnom odboru Jedinstvenih sindikata Jugoslavije. Nakon što je utemeljio nakladni odjel u Centralnom odboru Jedinstvenih sindikata Jugoslavije, uređivao je njegova izdanja do 1947. godine. Taj posao glavnoga urednika obavljao je sve do kraja 1947. godine kada je otišao raditi u Zagreb, u Nakladni zavod Hrvatske. Potom je deset godina radio kao novinar i urednik u Zagrebu, od 1948. do 1958. godine, a zatim postao je profesionalni publicist.
Objavio je brojne opsežne studije o poznatim hrvatskim osobnostima (npr. Stjepan i Antun Radić, Eugen Kvaternik, Mihovil Pavlek Miškina, Slavko Kolar, Miroslav Krleža), te o hrvatskoj kulturi i historiografiji. Predmetu je prilazio činjenično, nekad emocionalno. Potaknuo je mnoga hrvatska kulturološka i politička pitanja i polemike. Uredio je Sabrana književna djela Mihovila Pavleka Miškine (1968., u 4 knjige), Slavka Kolara (1970. i 1971., u 6 knjiga), te izabrana djela Stjepana Radića, pod naslovom Politički spisi (1971.), koja sadrže Radićevu autobiografiju, članke, govore i rasprave.
U velikom Kulundžićevom opusu ostaje znamenito postavljanje i dokazivanje teze kako je u Kosinju postojala tiskara u kojoj su se otiskivale hrvatske inkunabule, misali i brevijari. Po njoj je prva tiskana knjiga u Hrvata, Misal po zakonu rimskoga dvora, od 22. veljače 1483. godine, tiskana u Kosinju, u Lici. U svojoj knjizi Kosinj: kolijevka štamparstva slavenskog juga dao je mnoge tvrdnje čime je podrijetlo tiskanja prve hrvatske inkunabule svrstao upravo u Kosinj, odnosno Kosinjski Bakovac, malo mjesto kraj Perušića, u Lici. To je ujedno bila i najstarija tiskara na cijelom slavenskom jugu.
Otkrio je i prvu prozu Marka Marulića na hrvatskome jeziku, stariju od njegove Judite, ustvari prijevod srednjovjekovnoga Kempenčeva djela De imitatione Christi i priredio ga je zajedno s Julijem Derossijem, te je objavljeno pod naslovom Od naslidovanja Isukarstova i od pogarjenja tašćin segasvitnjih: s latinskoga jezika preveo na hrvatski 20. lipnja 1500. Marko Marulić, 1989. godine. Kulundžićeva bibliološka studija Knjiga o knjizi (1951.) jedno vrijeme bila je sveučilišnim udžbenikom.
Zbog svoje polemičnosti, nemirenja s postojećim stanjem, nepodilaženja autoritetima i nadasve nedodvoravanju ljudima na vlasti nazvan je Quercus croaticus incorruptibilis et indelebilis (Hrvatski hrast, nepotkupljiv i neuništiv) i pod tom je metaforom uveden i u Hrvatskom političkom leksikonu Hrvoja Šošića.
Umro je u Zagrebu, 27. prosinca 1994. godine. Pokopan je na zagrebačkome groblju Mirogoju.

## Djela

### Knjige
- Odgoj i ulica, Osijek?, 1933.[10]
- Misli o knjigama, članci, Osijek?, 1934.[10]
- 15 mjeseci kod Bat'e: što sam vidio, čuo i doživio kod Bate: sudbina ljudi na amerikanskoj vrpci: premien sistem, Biblioteka Problem Bata. Kolo I. Knjiga 1. (Urednik, izdavač i vlasnik Zvonimir Kulundžić. Osijek, Štampa A. Rott, Osijek, 1935.), (2. izdanje iste godine).[11]
- Kako se korumpira javna riječ: Bata i naša štampa., Biblioteka Problem Bata. Kolo 1. Knjiga 2. (Urednik, vlasnik i izdavač Zvonimir Kulundžić, Osijek, Štampa Petar Kes, Osijek, 1935).[11]
- Papir, Beograd, 1947.
- Kako izgleda naša zemlja, Zagreb, 1948. (dva izdanja)
- Kroz istoriju pisanja, Zagreb, 1948.
- Ljudski govor i jezici, Zagreb, 1949.
- Prirodne sile mijenjaju lice Zemlje, Zagreb, 1950.
- Ante Radić i klerikalci, Zagreb, 1951.
- Knjiga o Knjizi, Zagreb, 1951. (2. iz osnove prerađeno i znatno prošireno izd. 1957.)
- Razgovor neugodni naroda književnoga, Zagreb, 1952.
- Kako je postala knjiga, Beograd, 1955.
- Put do knjige, Zagreb, 1959.
- Problem najstarije štamparije na slavenskom jugu: (Kosinj 1482-1493), Zagreb, 1959. (posebni otisak: Narodna knjižnica ; br. 1, 1959. Str. 21. – 28.)
- Kako nastanala knigata, Skoplje, 1960.
- Kosinj: kolijevka štamparstva slavenskog juga, Zagreb, 1960.
- Ljepota knjige: u opusu Ljube Babića, Zagreb, [1960?] (posebni otisak: Bulletin odjela VII. za likovne umjetnosti JAZU, 8(1960), br. 2 i 3. Str. 189. – 196.)
- Na ruševinama prve naše štamparije u Kosinju, Gospić, 1960. (posebni otisak: Lički kalendar ; god. 1961. Str. 113. – 122.)
- Egzotične knjige u našim muzejima i kolekcijama, Zagreb, 1961. (posebni otisak: Narodna knjižnica, str. 89. – 103.)
- Đačka trilogija, (Drame, napisane trideset godina ranije kao književni prvijenci) Osijek, 1962.
- Atentat na Stjepana Radića i njegova prava pozadina, Zagreb, 1962. (posebni otisak iz tjednika Slobodni dom) ↓1
- Kosinj i perspektive koje on otvara pred našom historiografijom, Gospić, 1964. (posebni otisak: Dostignuća: časopis za školstvo, prosvjetu i kulturu ; god. I, br. 2, 1964. Str. 11. – 27.)
- Atentat na Stjepana Radića, Zagreb, 1967.
- Gutenberg und sein Werk im Slavischen Süden, Inauguralrede zur 500-Jahr-Feier von Gutenberg Tode, Mainz, 1964.
- Mi sami protiv sebe, Osijek, 1964.
- Dva priloga o Kosinju, Gospić, 1965. (posebni otisak: Dostignuće: časopis za školstvo, prosvjetu i kulturu ; god. II, br. 1-2, 1965., str. 23. – 34.)
- Problematika najstarijeg hrvatskog štamparstva, Rijeka, 1966.
- Faktografija o Slavku Kolaru, Zadar, 1966. (posebni otisak iz časopisa Zadarska revija br. 6/1965. i br. 3/1966.)
- Glagoljaška štamparija XV-XVI stoljeća Kosinj-Senj-Rijeka, Senj, 1966. (posebni otisak: Senjski zbornik II ; 1966. Str. 167. – 304.)
- Nekoliko neophodnih o Kosinju, Rijeka, 1966. (posebni otisak: Jadranski zbornik, Prilozi za povijest Istre, Rijeke, Hrv. primorja i Gor. kotara, sv. VI. Str. 419. – 458.)
- Zgodovina Knjige, Ljubljana, 1967.
- Miškina: presjek kroz stvarnost hrvatskog sela od Khuena do Poglavnika, Koprivnica, 1968.
- Politika i korupcija u Kraljevskoj Jugoslaviji, Zagreb, 1968.
- Govor na svečanosti proglašenja "Godine Slavka Kolara", Zagreb, 1969. (posebni otisak: Agronomski glasnik ; god. XXXI, br. 8-9. Str. 615. – 626.)
- Tragedija hrvatske historiografije: o falsifikatorima, birokratima, negatorima, itd... itd... hrvatske povijesti, Zagreb, 1970., (2. pop. i proš. izd. 1970. ↓2)
- Živi Radić, U povodu stote obljetnice rođenja Stjepana Radića, Zagreb, 1970. (tri izdanja)
- Govor nad grobom Slavka Kolara prigodom svečanog sađenja breze u Zagrebu 1. prosinca 1969. godine, Zagreb, 1970. (posebni otisak: Agronomski glasnik ; br. 3/4, str. 241. – 245.)
- Yugoslavia, Hamburg, [1972?] (posebni otisak: The Book Trade of the World, sv. 1: Europe abd International Sections, 1972. Str. 523. – 534.)
- Tri priloga o Anti Kovačiću, Zagreb, 1973. (posebni otisak: Republika ; god. 39/1973., br. 10. Str. 1058. – 1069.)
- Politika in korupcija v Kraljevi Jugoslaviji, Ljubljana, 1973.
- Gutenberg und sein Werk im slawischen Sueden = Gutenberg i njegovo djelo na Slavenskom jugu, Mainz, 1973.
- Pronalazak izgubljenog djela Marka Marulića na hrvatskom jeziku starijeg od "Judite", Zagreb, 1976., (posebni otisak iz časopisa Republika, god. XLII, br. 6 - Zagreb, svibnja 1976.)
- Slavko Kolar i njegovo vrijeme, Zagreb, 1977.
- Ta rič hrvacka: starinska naša draga... ča zvoni kroz stolića, knjiga I, Zagreb 1977., knjiga II, Zagreb 1979.
- Stjepan Radić, Povodom 50. obljetnice smrti, Zürich, 1978.
- Problematika autografa Marka Marulića, Zagreb, 1979., (posebni otisak iz knjige Ta rič hrvacka,..., knj. 2 /1979., suautor Željko Sabol)
- Stjepan Radić danas, Povodom 50. obljetnice smrti, München, 1980.
- O Krležinoj religioznosti: odlomak iz oveće knjige u pripremi "Krleža bez auerole i fanfara", Zagreb, 1982. (posebni otisak: Marulić ; god. 15, br. 1, siječanj 1982. Str. 17. – 44.)
- 500. obljetnica Kosinjskog Misala - prve hrvatske tiskane knjige: 1483-1983, Zagreb, 1983.
- Prepotencija i arogancija: još jedan žalosni prilog o antikosinjskoj raboti, Zagreb, 1984. (posebni otisak: Marulić, god. XVII, br. 1 i 3, siječanj i svibanj 1984. Str. 80. – 90., 389. – 406., 64. ↓3)
- Stara hrvatska knjiga u svjetskom kontekstu, Zagreb, 1986.
- Stjepan Radić und die kroatische Bauernpartei im Kampf für Freiheit und Demokratie, Zürich-Zagreb, 1988.
- Tajne i kompleksi Miroslava Krleže: koje su ključ za razumijevanje pretežnog dijela njegova opusa, Ljubljana, 1988. i 1989.
- Stjepan Radić i njegov republikanski ustav: u povodu šezdesete obljetnice smrti 8. kolovoza 1988., Zagreb, 1989. (2. izd. Azur Journal, Zagreb, 1991.)
- Odgonetavanje "Zagonetke Rakovica": zaboravljeni hrvatski seljački tribun Petar Vrdoljak - prethodnik Stjepana Radića za pola stoljeća, Zagreb, 1994.

### Gramofonska ploča i kaseta
- "Stjepan Radić 1871-1971" Autorov esej na ovitku ploče. Sadržaj: Govor Stjepan Radića na sudbonosnoj noćnoj sjednici Narodnog vijeća 24. XI. 1918., čita Zlatko Crnković; Hrvatska narodna molitva Josipa Canića i Stjepana Radića; Narodnom geniju Rudolfa Matza izvode Hrvatskia seljačka pjevačka društva Sljeme (Šestine) i Podgorac (Gračani) i Hrvatsko kulturno prosvjetno društvo Prigorec (Markuševec), dirigent Mirko Cajner; Tužaljka za Stjepanom Radićem (narodna) izvode seljanke Marta Matanović i Manda Mikić; Pogibija Radić Stipana (narodna) izvodi na guslama Zvonko Nuić. Urednik Zvonimir Kulundžić, Jugoton LPY-V-865, Stereo mono (Zagreb, 1971.).[12]
- Kompaktna kaseta "Stjepan Radić 1871-1991", istoga sadržaja kao i na gramofonskoj ploči iz 1971. godine plus Dodatak (Popevka za ljubav, instrumentalna, Stipice Kalogjere i Vilibalda Čakleca) objavljena je 1990. godine povodom 120. obljetnice rođenja Stjepana Radića (Jugoton MC-6-S 3026936.).[13]

## Epigram
DIVERZANT
Kad u povijesti
naknadno bomba eksplodira
barut je od
Kulundžić Zvonimira.
Fadil Hadžić, (Zoran Zec)
Hrvatski Olimp, Zagreb, 1971., str. 122.

## Poveznice
- Kosinjska tiskara